# Angel-Ho
Angel-Ho (Cidade do Cabo) é uma artista e performer transgénero sul-africana, co-fundadora do coletivo de artistas de diáspora africana NON Worldwide. É conhecida pelo seu estilo experimental de neo-pop que mistura música electrónica e rap com um fundo de crítica social que aborda o questionamento da identidade de género.
A diretora Allison Swank produziu o documentário Angel-Ho (2021) que narra em primeira pessoa a convivência da performer com a esquizofrenia e como esta afetou a sua vida e a sua carreira.

## Biografia
Angel-Ho nasceu na Cidade do Cabo, África do Sul.
Angel-Ho irrompeu no panorama musical sul-africano em 2015 com o selo NON Worldwide que criticava o colonialismo. O seu estilo musical tem influências de artistas como Missy Elliott, Grace Jones e Kanye West.
O seu álbum de estreia é o "Death Becomes Her" e foi lançado em 1 de Março de 2019 pelo Hyperdub. Nele discute temas como a necessidade humana de sobreviver e explora narrativas sobre género e identidade. O trabalho é descrito como um álbum de emancipação e identidade trans.
Angel-Ho, junto com Chino Amobi [en] e Meika Ngombe Kolongo AKA Nkisi, conheceram-se online pelo Facebook e SoundCloud e fundaram o NON Worldwide em 2015. Mais do que um coletivo artístico ou selo musical, consideram NON um movimento social nascente através do qual publicam suas criações musicais e de artistas de diversas geografias, que também se consideram contra-hegemónicos.
Como Selo musical, NON ajudou a incubar talentos como o artista argentino MORO e o trio Sul Africano Rudeboyz.
Angel-Ho faz parte atualmente do Hyperdub, um selo experimental britânico.
Em 2021 foi lançado o documentário Angel Ho da diretora Allison Swank Owen. Nele Angel-Ho narra em primeira pessoa a sua convivência com a esquizofrenia e como esta afetou a sua carreira artística. No documentário relata como esta experiência impactou na sua identificação como pessoa não binária.
Produção artística
A sua música aborda a identidade de género, a opressão, a solidariedade e a resistência.
A sua discografia é composta por:
- 2015 - Ascension
- 2017 - Red Devil
- 2018 - Doll
- 2019 - Death Becomes Her
- 2020 - Woman Call
- 2020 - Alla Prima
- 2020 - Diva
- 2021 - A time to die
- 2022 - Matriarcal Behavior
- 2022 - Watch me dance
- 2022 - Glow
- 2023 - Angel-Ho
- 2023 - Angel-Ho The Live Album
- 2023 - Angel Ho 2.0
- 2023 - For Fun